# Carbonato di stronzio
Il carbonato di stronzio (SrCO3) è il sale carbonato dello stronzio che ha l'aspetto di una polvere bianca o grigia. Si trova in natura come minerale strontianite.

## Proprietà chimiche
Il carbonato di stronzio è una polvere bianca, inodore e insapore. Essendo un carbonato è una base debole e quindi reattiva con gli acidi. È stabile ed è una sostanza sicura con cui lavorare. È praticamente insolubile in acqua (1 parte su 100.000); la solubilità aumenta notevolmente se l'acqua è satura di anidride carbonica, fino a 1 parte su 1.000. È solubile in acidi diluiti.

## Preparazione
Oltre alla presenza naturale come minerale, il carbonato di stronzio viene preparato sinteticamente in uno dei due processi, entrambi i quali iniziano con celestina, una forma minerale del solfato di stronzio (SrSO4). Nel processo della "cenere nera", la celesite viene tostata con coke a 110–1300 °C per formare solfuro di stronzio (SrS). Il solfato viene ridotto, lasciando il solfuro:
{\displaystyle {\ce {SrSO4 \ + \ 2C -> SrS \ + \ 2CO2}}}
Una miscela di solfuro di stronzio con anidride carbonica o carbonato di sodio porta quindi alla formazione di un precipitato di carbonato di stronzio:
{\displaystyle {\ce {SrS\ +\ H2O\ +\ CO2->SrCO3\ +\ H2S}}}
{\displaystyle {\ce {SrS\ +\ Na2CO3->SrCO3\ +\ Na2S}}}.
Nel metodo della "conversione diretta" o della doppia decomposizione, una miscela di celesite e carbonato di sodio viene trattata con vapore per formare carbonato di stronzio con notevoli quantità di altri solidi non disciolti. Questo materiale viene miscelato con acido cloridrico, che dissolve il carbonato di stronzio per formare una soluzione di cloruro di stronzio. L'anidride carbonica o il carbonato di sodio viene quindi utilizzato per riprecipitare il carbonato di stronzio, come nel processo della cenere nera.

## Usi

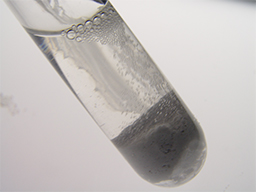
L'acido nitrico reagisce col carbonato di stronzio per formare nitrato di stronzio.

L'uso più comune è come colorante economico nei fuochi d'artificio. Lo stronzio e i suoi sali emettono un colore rosso brillante in fiamma. A differenza di altri sali di stronzio, il sale carbonato è generalmente preferito per il suo costo e per il fatto che non è igroscopico. La sua capacità di neutralizzare l'acido è anche molto utile nella pirotecnica. Un'altra applicazione simile è nei razzi stradali.
Il carbonato di stronzio viene utilizzato per applicazioni elettroniche. Viene utilizzato per la produzione di ricevitori televisivi a colori (CTV) per assorbire gli elettroni derivanti dal catodo.
Viene utilizzato nella preparazione di vetro iridescente, vernice luminosa, ossido di stronzio e sali di stronzio, e nella raffinazione dello zucchero e di alcuni farmaci.
È ampiamente utilizzato nell'industria della ceramica come ingrediente negli smalti. Agisce come fondente e modifica anche il colore di alcuni ossidi metallici. Ha alcune proprietà simili al carbonato di bario.
Viene anche utilizzato nella produzione di ferriti di stronzio per magneti permanenti che vengono utilizzati in altoparlanti e magneti per porte.
Il carbonato di stronzio è anche usato per fare alcuni superconduttori come l'ossido di rame calcio stronzio bismuto (BSCCO) e anche per materiali elettroluminescenti dove viene prima calcinato in ossido di stronzio (SrO) e poi mescolato con zolfo per dare solfuro di stronzio.
A causa del suo status di debole base di Lewis, il carbonato di stronzio può essere usato per produrre molti diversi composti dello stronzio semplicemente usando il corrispondente acido.

## Precipitazioni microbiche
I cianobatteri Calothrix, Synechococcus e Gloeocapsa possono far precipitare calcite di stronzio nelle acque sotterranee. Lo stronzio esiste come strontianite in soluzione solida all'interno della calcite ospite con un contenuto di stronzio fino all'1%.